# مورتاگونووو
مورتاگونووو (به بلغاری: Mortagonovo) روستایی در بلغارستان است که در استان رازگراد واقع شده‌است. مورتاگونووو ۱٬۰۸۶ نفر جمعیت دارد و ۳۵۰ متر بالاتر از سطح دریا واقع شده‌است.